# Vermeil Room

Rez-de-chaussée de la Maison-Blanche. Le salon Vermeil est la pièce colorée en doré à droite sur le plan.

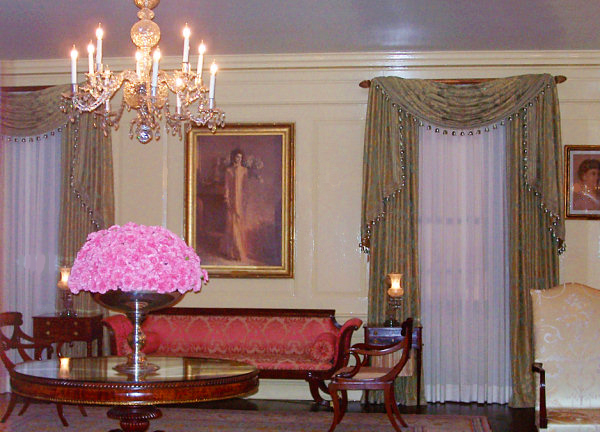
La Vermeil Room sous l'administration de George W. Bush ; au mur, le portrait de Jacqueline Kennedy.

La Vermeil Room (en français, Salon Vermeil) ou Gold Room (Salon doré) est l'une des pièces du Ground Floor (rez-de-chaussée côté sud, sous-sol côté nord) de la Maison-Blanche, résidence du président des États-Unis. Ses fenêtres donnent sur la pelouse sud de la Maison-Blanche.
Certaines parties de l'argenterie en vermeil (argent recouvert d'or) sont situées dans cette pièce. On y trouve également sept portraits de premières dames des États-Unis. La Vermeil Room ouvre sur un salon et des toilettes.
La pièce a subi plusieurs rénovations et réameublements sous les administrations Kennedy, Nixon, H.W. Bush et W. Bush.